# Andreas Söderlund
Andreas Söderlund, folkbokförd Andréas Kristofer Söderlund, född 21 juni 1980 i Laholm, Hallands län, är sångare i bandet Niccokick, som han startade 2001, och i Sounds Like Violence. Han har även producerat och spelat med Hello Saferide. Söderlund inledde 2010 en solokarriär på svenska med albumet Daustralien, som fick tämligen goda recensioner i svensk press.

## Solodiskografi
- 2010 – Daustralien